# عبد القادر بن الحاج نصر
عبد القادر بن الحاج نصر مولود في 24 مارس 1946  ببئر الحفي بالجمهورية التونسية متحصل على الدكتوراه في اللغة والآداب العربية من جامعة باريس سنة 1979. زاول تعلّمه الابتدائي بالـمدرسة الابتدائيّة ببئر الحفي، والثّانوي بقفصة.
عمل  مذيعا بالإذاعة الوطنيّة ومحرّرا بمجلّة الإذاعة والتّلفزة الوطنيّة (مدّة سنتين).
سافر إلى فرنسا (سنة 1971) وتابع الدّراسة الجامعيّة بباريس بجامعة باريس «السّربون الجديدة» وأحرز منها الإجازة في اللّغة والآداب العربيّة (سنة 1974)، و«الأستاذيّة» (1975). وتابع فيها الدّراسة في المرحلة الثّالثة، وأحرز شهادة التّعمّق في البحث العلمي (سنة 1976) وشهادة دكتورا المرحلة الثّالثة في اللّغة الآداب العربيّة (سنة 1979).
عاد إلى تونس ودرّس الفرنسيّة بالـمعهد الثّانوي بصفاقس. ثمّ التحق بالـمعهد القومي لعلوم التّربية وعمل فيه باحثا. 
كان عبد القادر بن الحاج نصر إضافة إلى التدريس اشتغل في المجال الإعلاميّ محرّرا في صحف منها جريدة «بلادي» ومجلّة «الإذاعة والتّلفزة»... ثمّ انتدب مديرا لدار الثّقافة ابن خلدون بتونس العاصمة وأشرف عليها مدة سنتين ثمّ التحق بالأمانة العامّة لجامعة الدّول العربيّة من سنة 1980 إلى سنة 2008 وقد عمل فيها أخصائيّا ثم وزيرا مفوّضا. 
أرسل في شبابه نصوصه إلى البرنامج الإذاعي «هواة الأدب» (1966-1968).
- عيّن عضوا بهيئة تحرير مجلّة «الحياة الثّقافيّة» الصّادرة عن وزارة الشّؤون الثّقافيّة عدّة سنوات.
- عيّن عضوا في المجلس الإداري للدّار العربية للكتاب.
- عيّن عضوا في لجنة منح بطاقات الاحتراف في وزارة الشّؤون الثّقافيّة.
كتب القصّة القصيرة والرّواية والـمسرحيّة والخاطرة وحرّر الـمقالات الصحفيّة والدراسات في الأدب والثقافة والإعلام والسياسة وأسهم ببرامج ثقافية في الإذاعة الوطنية وحرّر الحديث الإذاعيّ وقدّمه بصوته، وحضر في برامج تلفزيّة من حين لآخر   وكتب الدّراسة النّقديّة وكتب مسلسلات عديدة للتلفزة.
 نشرت أعماله في صحف ومجلاّت تونسيّة. منها «الإذاعة والتّلفزة» و«بلادي» و«الفكر» و«قصص»  و«الملاحق الأدبيّة» كما نشرت له مقالات عديدة وأجريت معه مقابلات صحفيّة في صحف عربية كثيرة.
نال بفضل أعماله السّرديّة الرّوائيّة خاصّة عددا من الجوائز الوطنيّة وكرّم وطنيّا وجهويّا ومحلّيّا في مناسبات ولقاءات ثقافيّة عديدة.

## مؤلفاته وأعماله

### الرواية
- «الزّيتون لا يموت» تونس. الشّركة التّونسيّة للتّوزيع 1969.
- «صـاحبـة الجـلالة» تونس - ليبيا. الدّار العربيّة للكتاب 1981
- «زقاق يأوي رجالا ونساء» ط. 1. بيروت. دار النّضال 1994.
- «الإثم»: تونس. دار سحر للنّشر 1996.
- «امرأة يغتالها الذّئب» تونس. المؤلّف 1997.
- «قنديل باب الـمدينة» تونس. الـمؤلّف 1999.
- «مقهى الفنّ» تونس. الـمؤلّف 2002.
- «ساحة الطرميل» تونس. الـمؤلّف 2004.
- «جنان بنت الريّ» تونس. الـمؤلّف 2005.
- «عتبة الحوش»  تونس. الـمؤلّف 2006.
- «ملفّات مليحة» تونس. الـمؤلّف 2007.
- «حيّ باب سويقة» تونس. المؤلّف 2008.
- «مملكة باردو» تونس. المؤلّف 2010.
- «هنشير اليهوديّة» تونس. المؤلّف 2016
- «أحزان الجمهوريّة الثانيّة» دار زخارف للنّشر 2019
- «من قتل شكري بلعيد» دار زخارف للنّشر 2020
- «بتلات الأقحوان» تونس. دار زخارف عربيّة
- «حديقة لكسمبور» تونس. دار زخارف عربيّة
- «غيمات بيضاء.. ما أبعدها!» تونس. دار نقوش عربيّة، ديسمبر 2023

### المجموعات القصصيّة
- «صلعاء يا حبيبتي» الدّار التّونسيّة للنّشر 1970.
- «البـرْد» تونس - ليبيا. الدّار العربيّة للكتاب 1978.
- «أولاد الحفيانة» ط. 1. تونس. الدّار التّونسيّة للنّشر 1980
- «زبد الـمياه الـمتّسخة» تونس - ليبيا. الدّار العربيّة للكتاب 1989
- «عجائب زمن» تونس. دار شوقي للنّشر 1999.
- «عجميّة» تونس. 2002 على الحساب الخاص
- «زطلة... يا تونس» تونس - دار زخارف 2016.
- «حكايا باريس» تونس دار زخارف للنّشر 2017
- «شاشيّة سطمبولي» تونس دار زخارف للنّشر 2018
- «حكايا باريس» تونس.دار زخارف عربيّة
- «سيّدة شرقيّة جدّا» نادي الحدود الشماليّة السعودي
- «بلابل المدينة العتيقة» تونس. سوتيبا جرافيك

### البحوث الأدبية
- بعص مظاهر الرواية التونسية
- ملاحظات حول الزمن الرديء
- وجهة نظر مغاربيّة في إبداعات سعوديّة: نادي الحدود الشماليّة السعودي
- عاشق وطن: تونس، سوتيبا جرافيك

### المسرح
- كلاب فوق السطوح
- محاكمة الشيخ السفطي
- أولاد الحفيانة

### المسلسلات التلفزيونيّة
- «الحصاد» (15 حلقة رمضان 1995)
- «الحمامة والصّقيع» (15 حلقة رمضان 1998)
- «الرّيحانة» (15 حلقة رمضان 2001)
- «دروب الـمواجهة» (15 حلقة رمضان 2003)
- «من أيّام مليحة» (2010)
- «عنقود الغضب» (2011)
- «جمل جنّات» (30 حلقة)
- «يا عين» (30 حلقة)
- «ألّف مسلسلين» (لم يتمّ انجازهما بعد)